# AFCチャンピオンズリーグ2011
AFCチャンピオンズリーグ2011（AFC Champions League 2011）は、2002年 - 2003年に第1回大会が行われて以来、9回目のAFCチャンピオンズリーグである（前身も含めれば30回目）。

## 概要
グループステージ参加クラブ数は前回大会と同じ32チームである。各4チーム、A～H組の8組に分かれる。原則として、A～D組は西地区、E～H組は東地区と東西に分かれてのグループ分けとなる。例外として、今大会は西地区の1チームが東地区のプレーオフから参加する（便宜上、原則にのっとり、A～D組は西地区、E～H組は東地区と記述する）。
各グループの上位2チームがノックアウトステージに進出する。
ノックアウトステージは、ラウンド16をグループステージ1位チームのホームで一発勝負。ここまでが東西に分かれての試合となる。準々決勝・準決勝はホーム・アンド・アウェー方式で2試合行われる。
決勝戦は、今大会は中立地での一発勝負ではなく、決勝に勝ち進んだ2チームのどちらかのホームスタジアムでの一発勝負となる。どちらのホームになるかは事前の抽選によって決められる。
優勝チームには、2011年12月に日本で開催されたFIFAクラブワールドカップ2011への出場権が与えられた。

## トピックス

### 東北地方太平洋沖地震の影響
2011年3月11日に発生した東北地方太平洋沖地震（東日本大震災）の影響で、3月15日及び16日に日本国内で開催される予定であった2試合が延期となった。
その後、F組の名古屋（ホーム）対アル・アインについては、3月15日開催予定だった試合を4月12日に実施することになった。
またH組の鹿島（ホーム）対シドニーの試合は、当初は3月16日（ホーム：鹿島）・5月10日（ホーム：シドニー）の開催で予定されていたところを、3月16日の試合を4月13日に延期するとともにホームとアウェイの順序を入れ替えることになり、さらに鹿島のホームゲーム3試合はカシマスタジアムから国立競技場に変更されることになった。

### 全北横断幕問題
2011年9月27日、韓国の全州ワールドカップ競技場で行われた準々決勝第2戦全北現代モータースvsセレッソ大阪戦で、一部の全北サポーターが「日本の大地震をお祝います（原文ママ）」と東日本大震災を揶揄する横断幕を掲げて応援を行い、C大阪側が試合中にこの横断幕を発見しマッチコミショナーを通じて横断幕の掲示を止めさせる事態が発生し、C大阪はアジアサッカー連盟に抗議文を提出した。

## 出場枠
2009年11月30日、AFCは2011年と2012年のシーズンの参加基準を承認し 、参加している10の協会に加えて、ACLへの参加を希望している12の協会を発表した。シンガポールは後に辞退した。候補協会のリストは以下の通りである。
東地区
- 参加:  オーストラリア、 中華人民共和国、 インドネシア、 日本 、 韓国
- 参加申請:  マレーシア、 ミャンマー、 タイ
- 辞退:  シンガポール[10]
- 失格:  ベトナム [11]

西地区
- 参加:  イラン、 カタール 、 サウジアラビア 、  アラブ首長国連邦、  ウズベキスタン
- 参加申請:  インド、 イラク、  ヨルダン、 オマーン、 パキスタン 、 パレスチナ、 タジキスタン、 イエメン

2010年11月21日、AFCはACL2011の出場枠は失格となったベトナムを除いて前2シーズンと同じままであると発表さした。
| 各国協会の評価 | 各国協会の評価             |
| -------------- | -------------------------- |
|                | 出場枠あり                 |
|                | 基準を満たさず、出場枠無し |

|                 | 協会                          | 出場枠     | 出場枠 |
| グループ リーグ | 協会                          | プレーオフ |        |
| --------------- | ----------------------------- | ---------- | ------ |
|                 | サウジアラビア                | 4          | 0      |
|                 | アラブ首長国連邦[UAE]         | 3          | 1      |
|                 | イラン                        | 4          | 0      |
|                 | ウズベキスタン                | 2          | 0      |
|                 | カタール                      | 2          | 1      |
|                 | インド                        | 0          | 1      |
|                 | AFCカップ2010優勝・準優勝[AC] | 0          | 1      |
|                 | イラク                        | 0          | 0      |
|                 | ヨルダン                      | 0          | 0      |
|                 | オマーン                      | 0          | 0      |
|                 | イエメン                      | 0          | 0      |
|                 | パキスタン                    | 0          | 0      |
|                 | パレスチナ                    | 0          | 0      |
|                 | タジキスタン                  | 0          | 0      |
| 合計            | 参加協会：7                   | 15         | 3[UAE] |
| 合計            | 参加協会：7                   | 18         |        |

|                 | 協会           | 出場枠     | 出場枠 |
| グループ リーグ | 協会           | プレーオフ |        |
| --------------- | -------------- | ---------- | ------ |
|                 | 日本           | 4          | 0      |
|                 | 韓国           | 4          | 0      |
|                 | 中華人民共和国 | 4          | 0      |
|                 | オーストラリア | 2          | 0      |
|                 | インドネシア   | 1          | 1      |
|                 | タイ           | 0          | 1      |
|                 | ベトナム       | 0          | 0      |
|                 | シンガポール   | 0          | 0      |
|                 | マレーシア     | 0          | 0      |
|                 | ミャンマー     | 0          | 0      |
| 合計            | 参加協会：6    | 15         | 3[UAE] |
| 合計            | 参加協会：6    | 18         |        |

出場枠についての注釈
1. ^ AFCカップ: 2010AFCカップ優勝のアル・カーディシーヤは所属協会のクウェートがACLの基準を満たしていないため参加できなかった。
2. ^ アラブ首長国連邦(UAE): 抽選の結果アラブ首長国連邦のプレーオフ参加クラブが東地区のプレーオフへと回る。

## 参加クラブ
以下のリストでは、出場回数と前回出場年はAFCチャンピオンズリーグへと名称変更された2002-03シーズン以降のシーズンのみで算出している。 (予選参加も含む)
| 西アジア (グループA-D)         | 西アジア (グループA-D)                                              | 西アジア (グループA-D) |
| チーム                         | 出場資格                                                            | 出場回数 (前回出場)    |
| ------------------------------ | ------------------------------------------------------------------- | ---------------------- |
| アル・ヒラル                   | 2009-10 サウジ・プロフェッショナルリーグ 優勝                       | 7回目(2010)            |
| アル・イテハド                 | 2010 サウジ国王杯 優勝 2009-10 サウジ・プロフェッショナルリーグ 2位 | 7回目(2010)            |
| アル・ナスル                   | 2009-10 サウジ・プロフェッショナルリーグ 3位                        | 1回目(初)              |
| アル・シャバブ                 | 2009-10 サウジ・プロフェッショナルリーグ 4位                        | 6回目(2010)            |
| アル・ワフダ                   | 2009-10 UAEプロリーグ 優勝                                          | 6回目(2010)            |
| エミレーツ・クラブ             | 2009-10 UAEプレジデントカップ 優勝                                  | 1回目(初)              |
| アル・ジャジーラ               | 2009-10 UAEプロリーグ 2位                                           | 3回目(2010)            |
| セパハン                       | 2009-10 ペルシアン・ガルフ・カップ 優勝                             | 7回目(2010)            |
| ペルセポリス                   | 2009-10 ハズフィ・カップ 優勝                                       | 3回目(2009)            |
| ゾブ・アハン                   | 2009-10 ペルシアン・ガルフ・カップ 2位                              | 3回目(2010)            |
| エステグラル                   | 2009-10 ペルシアン・ガルフ・カップ 3位                              | 4回目(2010)            |
| ブニョドコル                   | 2010 ウズベキスタンリーグ 優勝 2010 ウズベキスタン・カップ 優勝     | 4回目(2010)            |
| パフタコール                   | 2010 ウズベキスタンリーグ 2位                                       | 9回目(2010)            |
| アル・ガラファ                 | 2009-10 カタール・スターズリーグ 優勝                               | 6回目(2010)            |
| アル・ラーヤン                 | 2010 カタール・アミールカップ 優勝                                  | 3回目(2007)            |
| プレーオフ出場チーム: 西アジア |                                                                     |                        |
| アル・サッド                   | 2009-10 カタール・スターズリーグ 2位                                | 8回目(2010)            |
| デンポ                         | 2009-10 Iリーグ 優勝                                                | 2回目(2009)            |
| アル・イテハド・アレッポ       | AFCカップ 2010 優勝                                                 | 5回目(2008)            |

| 東アジア (グループE-H)         | 東アジア (グループE-H)                                                        | 東アジア (グループE-H) |
| チーム                         | 出場資格                                                                      | 出場回数 (前回出場)    |
| ------------------------------ | ----------------------------------------------------------------------------- | ---------------------- |
| 名古屋グランパス               | 2010 Jリーグ 優勝                                                             | 2回目(2009)            |
| 鹿島アントラーズ               | 2010 天皇杯 優勝                                                              | 5回目(2010)            |
| ガンバ大阪                     | 2010 Jリーグ 2位                                                              | 5回目(2010)            |
| セレッソ大阪                   | 2010 Jリーグ 3位                                                              | 1回目(初)              |
| FCソウル                       | 2010 Kリーグ 優勝                                                             | 2回目(2009)            |
| 水原三星ブルーウィングス       | 2010 韓国FAカップ 優勝                                                        | 4回目(2010)            |
| 済州ユナイテッドFC             | 2010 Kリーグ 2位                                                              | 1回目(初)              |
| 全北現代モータース             | 2010 Kリーグ 3位                                                              | 5回目(2010)            |
| 山東魯能                       | 2010 中国超級 優勝                                                            | 5回目(2010)            |
| 天津泰達                       | 2010 中国超級 2位                                                             | 2回目(2009)            |
| 上海申花                       | 2010 中国超級 3位                                                             | 6回目(2009)            |
| 杭州緑城                       | 2010 中国超級 4位                                                             | 1回目(初)              |
| シドニーFC                     | 2009-10 Aリーグレギュラーシーズン 優勝 2009-10 Aリーグ ファイナルシリーズ優勝 | 2回目(2007)            |
| メルボルン・ビクトリー         | 2009-10 Aリーグレギュラーシーズン 2位                                         | 3回目(2010)            |
| アレマ・インドネシア           | 2009-10 インドネシア・スーパーリーグ 優勝                                     | 2回目(2007)            |
| プレーオフ出場チーム: 東アジア |                                                                               |                        |
| スリウィジャヤ                 | 2010 ピアラ・インドネシア 優勝                                                | 3回目(2010)            |
| ムアントン・ユナイテッド       | 2010 タイ・プレミアリーグ 優勝                                                | 2回目(2010)            |
| アル・アイン [Note UAE]        | 2009-10 UAEプロリーグ 3位                                                     | 7回目(2010)            |

註
1. ^ アラブ首長国連邦(UAE):  アラブ首長国連邦のプレーオフ参加クラブアル・アインが東地区のプレーオフへと回る。

## プレーオフ
プレーオフ敗退のチームはすべて、AFCカップ2011に進出する。

### 西地区
準決勝
| 2011年2月12日 |

| アル・サッド                                                        | 5 - 1    | アル・イテハド・アレッポ    |
| ケイタ 12分, 30分 · レアンドロ 33分, 67分 · スィッディーク(en) 76分 | レポート | ヒミーディー(en) 82分 (pen) |

| ジャシム・ビン・ハマド・スタジアム (カタール・ドーハ) 観客数: 2,000 |

決勝
| 2011年2月19日 |

| アル・サッド                  | 2 - 0    | デンポ |
| ケイタ 33分 · レアンドロ 89分 | レポート |        |

| ジャシム・ビン・ハマド・スタジアム (カタール・ドーハ) 観客数: 3,841 |

### 東地区
準決勝
| 2011年2月12日 |

| スリウィジャヤ                       | 2 - 2 (延長) | ムアントン・ユナイテッド              |
| ガンブス 49分 · ガトゥエシ(en) 113分 | レポート     | ダッサコーン 81分 · ティーラシン 93分 |
|                                      | PK戦         |                                       |
|                                      | 7 - 6        |                                       |

| ジャカ・バリン・スタジアム (インドネシア・パレンバン) 観客数: 12,000 |

決勝
| 2011年2月19日 |

| スリウィジャヤ | 0 - 4    | アル・アイン                                                                                |
|                | レポート | アブドゥッラー(en) 13分 · リベイロ(en) 45+4分 (pen), 53分 · アブドゥッラフマーン 50分 (pen) |

| ジャカ・バリン・スタジアム (インドネシア・パレンバン) 観客数: 12,000 |

## グループステージ
組み合わせ抽選会は2010年12月7日にクアラルンプールで行われた。参加する32チームは4チームずつ8組に分かれる。同一協会に所属するチームが同じグループに入ることはない。
各グループで勝ち点が同点のチームが2つ以上ある場合は、以下の順に比較して順位を決定する。
1. 当該チーム同士の対戦における、勝ち点の多少
2. 当該チーム同士の対戦における、得失点差(アウェイゴールは不適用)
3. 当該チーム同士の対戦における、ゴール数の多少(アウェイゴールは不適用)
4. 当該チームの全試合における、得失点差
5. 当該チームの全試合における、ゴール数の多少
6. ここまで参照し、それでも2クラブが差がつかず、さらにその両方が同じ試合会場にいる場合は、PK戦を行う。
7. 警告および退場処分になった回数をポイント化（警告＝1ポイント、2回目の警告による退場＝3ポイント、いわゆる一発退場＝3ポイント、警告に続いて退場＝4ポイント）し、ポイントの少ない方を上位とする
8. 抽選

### 西地区

#### グループA
| チーム           | 勝点 | 試合 | 勝 | 引 | 敗 | 得 | 失 | 差  |
| ---------------- | ---- | ---- | -- | -- | -- | -- | -- | --- |
| セパハン         | 13   | 6    | 4  | 1  | 1  | 14 | 5  | +9  |
| アル・ヒラル     | 13   | 6    | 4  | 1  | 1  | 11 | 6  | +5  |
| アル・ガラファ   | 7    | 6    | 2  | 1  | 3  | 6  | 7  | -1  |
| アル・ジャジーラ | 1    | 6    | 0  | 1  | 5  | 7  | 20 | -13 |

| 2011年3月1日 |

| アル・ヒラル            | 1 - 2    | セパハン                          |
| ヴィルヘルムソン 90+3分 | レポート | トゥーレ 51分 · ジャヌアリオ 60分 |

| キング・ファハド国際スタジアム、リヤド 観客数: 15,000 |

| 2011年3月1日 |

| アル・ジャジーラ | 0 - 0    | アル・ガラファ |
|                  | レポート |                |

| ムハンマド・ビン・ザーイド・スタジアム、アブダビ 観客数: 9,625 |

| 2011年3月15日 |

| セパハン                                                                           | 5 - 1    | アル・ジャジーラ |
| ジャムシーディヤーン 2分, 24分 · トゥーレ 56分 · ヤニウシュ 65分 · カゼミヤン 90分 | レポート | バレー 54分      |

| フーラッドシャフル・スタジアム、エスファハーン 観客数: 2,520 |

| 2011年3月15日 |

| アル・ガラファ | 0 - 1    | アル・ヒラル         |
|                | レポート | ヴィルヘルムソン 9分 |

| アル・ガラファ・スタジアム、ドーハ 観客数: 8,310 |

| 2011年4月5日 |

| セパハン                                           | 2 - 0    | アル・ガラファ |
| アギーリー 54分 (pen.) · ジャムシーディヤーン 66分 | レポート |                |

| フーラッドシャフル・スタジアム、エスファハーン 観客数: 5,668 |

| 2011年4月5日 |

| アル・ヒラル                                                   | 3 - 1    | アル・ジャジーラ |
| カーメル 4分 · アル＝カフタニ 14分 · アル＝シャルフーブ 90+4分 | レポート | ジュムア 19分    |

| キング・ファハド国際スタジアム、リヤド 観客数: 13,421 |

| 2011年4月20日 |

| アル・ガラファ | 1 - 0    | セパハン |
| ディアネ 19分  | レポート |          |

| アル・ガラファ・スタジアム、ドーハ 観客数: 3,426 |

| 2011年4月20日 |

| アル・ジャジーラ                  | 2 - 3    | アル・ヒラル                                   |
| マブフート 44分 · カースィム 45分 | レポート | アル＝カフタニ 56分, 65分 · ラドイ 77分 (pen.) |

| ムハンマド・ビン・ザーイド・スタジアム、アブダビ 観客数: 6,154 |

| 2011年5月4日 |

| セパハン        | 1 - 1    | アル・ヒラル        |
| ナビドキア 55分 | レポート | アッ＝ズーリー 46分 |

| フーラッドシャフル・スタジアム、エスファハーン 観客数: 8,833 |

| 2011年5月4日 |

| アル・ガラファ                                                  | 5 - 2    | アル・ジャジーラ                         |
| マフムード 10分, 62分, 80分 · ディアネ 48分 · アッ＝ザイン 60分 | レポート | ジュムア 31分 · オリヴェイラ 37分 (pen.) |

| アル・ガラファ・スタジアム、ドーハ 観客数: 5,786 |

| 2011年5月11日 |

| アル・ヒラル                                  | 2 - 0    | アル・ガラファ |
| アル＝カフタニ 47分 · アル＝フライディー 82分 | レポート |                |

| キング・ファハド国際スタジアム、リヤド 観客数: 19,123 |

| 2011年5月11日 |

| アル・ジャジーラ | 1 - 4    | セパハン                                                      |
| バレー 14分      | レポート | カゼミヤン 32分 · トゥーレ 60分, 71分 · エナーヤティー 90+1分 |

| ムハンマド・ビン・ザーイド・スタジアム、アブダビ 観客数: 2,265 |

#### グループB
| チーム       | 勝点 | 試合 | 勝 | 引 | 敗 | 得 | 失 | 差 |
| ------------ | ---- | ---- | -- | -- | -- | -- | -- | -- |
| アル・サッド | 10   | 6    | 2  | 4  | 0  | 8  | 6  | +2 |
| アル・ナスル | 8    | 6    | 2  | 2  | 2  | 10 | 7  | +3 |
| エステグラル | 8    | 6    | 2  | 2  | 2  | 10 | 9  | +1 |
| パフタコール | 5    | 6    | 1  | 2  | 3  | 8  | 14 | -6 |

| 2011年3月1日 |

| エステグラル      | 1 - 1    | アル・サッド |
| マジーディー 27分 | レポート | ケイタ 88分  |

| アザディ・スタジアム、テヘラン 観客数: 15,000 |

| 2011年3月1日 |

| パフタコール                              | 2 - 2    | アル・ナスル                                         |
| カリモフ 45分 · シャロフェトディノフ 61分 | レポート | アル＝ムタウワ 59分 · ミラディノヴィッチ 88分 (o.g.) |

| パフタコール・スタジアム、タシュケント 観客数: 15,000 |

| 2011年3月15日 |

| アル・ナスル                                | 2 - 1    | エステグラル      |
| スライマーニー 60分 · アル＝ハールシー 81分 | レポート | マジーディー 21分 |

| キング・ファハド国際スタジアム、リヤド 観客数: 12,878 |

| 2011年3月16日 |

| アル・サッド                | 2 - 1    | パフタコール          |
| 李正秀 45分 · ヤヒヤー 61分 | レポート | アブドゥホリコフ 57分 |

| ジャシム・ビン・ハマド・スタジアム、ドーハ 観客数: 3,782 |

| 2011年4月5日 |

| アル・サッド | 1 - 0    | アル・ナスル |
| 李正秀 61分  | レポート |              |

| ジャシム・ビン・ハマド・スタジアム、ドーハ 観客数: 8,603 |

| 2011年4月6日 |

| エステグラル                                                            | 4 - 2    | パフタコール                 |
| ムハンマド 12分 · マジーディー 23分 · サーレヒー 57分 · ボルハニ 90+3分 | レポート | サヴィッチ 4分 · シホフ 90分 |

| アザディ・スタジアム、テヘラン 観客数: 17,654 |

| 2011年4月19日 |

| アル・ナスル        | 1 - 1    | アル・サッド        |
| スライマーニー 75分 | レポート | スィッディーク 37分 |

| キング・ファハド国際スタジアム、リヤド 観客数: 18,421 |

| 2011年4月19日 |

| パフタコール                        | 2 - 1    | エステグラル  |
| アンドレーエフ 28分 · クリメツ 88分 | レポート | ボルハニ 45分 |

| パフタコール・スタジアム、タシュケント 観客数: 7,000 |

| 2011年5月3日 |

| アル・サッド                      | 2 - 2    | エステグラル           |
| ハルファン 54分 · レアンドロ 76分 | レポート | マジーディー 6分, 37分 |

| ジャシム・ビン・ハマド・スタジアム、ドーハ 観客数: 5,060 |

| 2011年5月4日 |

| アル・ナスル                                                         | 4 - 0    | パフタコール |
| ハムード 8分 · アル＝ムタウワ 24分, 65分 · アッ＝サフラーウィー 61分 | レポート |              |

| キング・ファハド国際スタジアム、リヤド 観客数: 4,034 |

| 2011年5月11日 |

| エステグラル                        | 2 - 1    | アル・ナスル        |
| マジーディー 62分 · ムハンマド 89分 | レポート | アル＝ムタウワ 60分 |

| アザディ・スタジアム、テヘラン 観客数: 85,422 |

| 2011年5月11日 |

| パフタコール        | 1 - 1    | アル・サッド          |
| アンドレーエフ 60分 | レポート | スィッディーク 90+3分 |

| パフタコール・スタジアム、タシュケント 観客数: 2,950 |

#### グループC
| チーム         | 勝点 | 試合 | 勝 | 引 | 敗 | 得 | 失 | 差 |
| -------------- | ---- | ---- | -- | -- | -- | -- | -- | -- |
| アル・イテハド | 11   | 6    | 3  | 2  | 1  | 10 | 5  | +5 |
| ブニョドコル   | 9    | 6    | 2  | 3  | 1  | 8  | 6  | +2 |
| アル・ワフダ   | 6    | 6    | 1  | 3  | 2  | 6  | 8  | -2 |
| ペルセポリス   | 5    | 6    | 1  | 2  | 3  | 6  | 11 | -5 |

| 2011年3月2日 |

| アル・ワフダ | 1 - 1    | ブニョドコル    |
| ウーゴ 88分  | レポート | ハイダロフ 85分 |

| アール・ナヒヤーン・スタジアム、アブダビ 観客数: 5,622 |

| 2011年3月2日 |

| アル・イテハド                             | 3 - 1    | ペルセポリス |
| ズィヤーヤ 13分, 75分 · ヌール 48分 (pen.) | レポート | ザーレ 19分  |

| プリンス・アブドゥッラー・アル・ファイサル・スタジアム、ジッダ 観客数: 10,787 |

| 2011年3月16日 |

| ブニョドコル | 0 - 1    | アル・イテハド        |
|              | レポート | アル＝ムワッラド 34分 |

| JARスタジアム、タシュケント 観客数: 6,150 |

| 2011年3月16日 |

| ペルセポリス        | 1 - 1    | アル・ワフダ  |
| バーダーマキー 66分 | レポート | アミーン 54分 |

| アザディ・スタジアム、テヘラン 観客数: 15,000 |

| 2011年4月5日 |

| ブニョドコル | 0 - 0    | ペルセポリス |
|              | レポート |              |

| JARスタジアム、タシュケント 観客数: 7,000 |

| 2011年4月5日 |

| アル・ワフダ | 0 - 3    | アル・イテハド                                                    |
|              | レポート | ズィヤーヤ 33分 · アブーシュギール 45+1分 · パウロ・ジョルジ 87分 |

| アール・ナヒヤーン・スタジアム、アブダビ 観客数: 7,873 |

| 2011年4月20日 |

| ペルセポリス  | 1 - 3    | ブニョドコル                                               |
| アリフィ 87分 | レポート | ラジャボフ 60分 · カリモフ 71分 (pen.) · カルペンコ 90+5分 |

| アザディ・スタジアム、テヘラン 観客数: 31,765 |

| 2011年4月20日 |

| アル・イテハド | 0 - 0    | アル・ワフダ |
|                | レポート |              |

| プリンス・アブドゥッラー・アル・ファイサル・スタジアム、ジッダ 観客数: 6,546 |

| 2011年5月3日 |

| ブニョドコル                                | 3 - 2    | アル・ワフダ                    |
| トリフノヴィッチ 12分, 36分 · ソリエフ 85分 | レポート | マタル 2分 · ウーゴ 54分 (pen.) |

| JARスタジアム、タシュケント 観客数: 7,600 |

| 2011年5月3日 |

| ペルセポリス                                | 3 - 2    | アル・イテハド              |
| アリーアスガリー 14分, 69分 · アリフィ 16分 | レポート | アッ＝ラーシド 19分, 90+4分 |

| アザディ・スタジアム、テヘラン 観客数: 25,486 |

| 2011年5月10日 |

| アル・ワフダ                        | 2 - 0    | ペルセポリス |
| サーレハ 13分 · アッ＝シェヒー 70分 | レポート |              |

| アール・ナヒヤーン・スタジアム、アブダビ |

| 2011年5月10日 |

| アル・イテハド    | 1 - 1    | ブニョドコル          |
| ヌノ・アシス 30分 | レポート | トリフノヴィッチ 14分 |

| プリンス・アブドゥッラー・アル・ファイサル・スタジアム、ジッダ |

#### グループD
| チーム             | 勝点 | 試合 | 勝 | 引 | 敗 | 得 | 失 | 差 |
| ------------------ | ---- | ---- | -- | -- | -- | -- | -- | -- |
| ゾブ・アハン       | 13   | 6    | 4  | 1  | 1  | 7  | 3  | +4 |
| アル・シャバブ     | 11   | 6    | 3  | 2  | 1  | 8  | 4  | +4 |
| エミレーツ・クラブ | 6    | 6    | 2  | 0  | 4  | 6  | 10 | -4 |
| アル・ラーヤン     | 4    | 6    | 1  | 1  | 4  | 4  | 8  | -4 |

| 2011年3月2日 |

| アル・ラーヤン  | 1 - 1    | アル・シャバブ      |
| イタマール 34分 | レポート | アルシャムラニ 59分 |

| アフメド・ビン＝アリー・スタジアム、ライヤーン 観客数: 3,509 |

| 2011年3月2日 |

| ゾブ・アハン                      | 2 - 1    | エミレーツ          |
| ホセイニー 45+1分 · イゴール 53分 | レポート | ダーウーディー 39分 |

| フーラッドシャフル・スタジアム、エスファハーン 観客数: 3,480 |

| 2011年3月16日 |

| アル・シャバブ | 0 - 0    | ゾブ・アハン |
|                | レポート |              |

| プリンス・ファイサル・ビン・ファハド・スタジアム、リヤド 観客数: 3,920 |

| 2011年3月16日 |

| エミレーツ                         | 2 - 0    | アル・ラーヤン |
| ダーウーディー 5分 · アハマド 23分 | レポート |                |

| エミレーツ・クラブ・スタジアム、ラアス・アル＝ハイマ 観客数: 5,150 |

| 2011年4月6日 |

| アル・シャバブ                                          | 4 - 1    | エミレーツ         |
| ケイタ 45+4分, 50分 · ファラータ 74分 · シュハイル 85分 | レポート | ダーウーディー 5分 |

| プリンス・ファイサル・ビン・ファハド・スタジアム、リヤド 観客数: 4,652 |

| 2011年4月6日 |

| アル・ラーヤン      | 1 - 3    | ゾブ・アハン                                              |
| アル＝マッリー 13分 | レポート | ハラトバリ 11分 · イゴール 24分 · ハッダーディファル 71分 |

| アフメド・ビン＝アリー・スタジアム、ライヤーン 観客数: 3,009 |

| 2011年4月19日 |

| エミレーツ          | 2 - 1    | アル・シャバブ        |
| ブゲシェ 25分, 41分 | レポート | アッ＝サアラーン 45分 |

| エミレーツ・クラブ・スタジアム、ラアス・アル＝ハイマ 観客数: 5,250 |

| 2011年4月19日 |

| ゾブ・アハン          | 1 - 0    | アル・ラーヤン |
| ファルハーディー 21分 | レポート |                |

| フーラッドシャフル・スタジアム、エスファハーン 観客数: 3,351 |

| 2011年5月3日 |

| アル・シャバブ      | 1 - 0    | アル・ラーヤン |
| アルシャムラニ 76分 | レポート |                |

| プリンス・ファイサル・ビン・ファハド・スタジアム、リヤド 観客数: 4,000 |

| 2011年5月3日 |

| エミレーツ | 0 - 1    | ゾブ・アハン |
|            | レポート | ガジ 80分    |

| エミレーツ・クラブ・スタジアム、ラアス・アル＝ハイマ 観客数: 5,450 |

| 2011年5月10日 |

| アル・ラーヤン                          | 2 - 0    | エミレーツ |
| ムラード 75分 · アラーッディーン 90+5分 | レポート |            |

| アフメド・ビン＝アリー・スタジアム、ライヤーン 観客数: 607 |

| 2011年5月10日 |

| ゾブ・アハン | 0 - 1    | アル・シャバブ        |
|              | レポート | ビン・スルターン 57分 |

| フーラッドシャフル・スタジアム、エスファハーン 観客数: 4,160 |

### 東地区

#### グループE
| チーム                 | 勝点 | 試合 | 勝 | 引 | 敗 | 得 | 失 | 差 |
| ---------------------- | ---- | ---- | -- | -- | -- | -- | -- | -- |
| ガンバ大阪             | 10   | 6    | 3  | 1  | 2  | 13 | 7  | +6 |
| 天津泰達               | 10   | 6    | 3  | 1  | 2  | 8  | 6  | +2 |
| 済州ユナイテッドFC     | 7    | 6    | 2  | 1  | 3  | 6  | 10 | -4 |
| メルボルン・ビクトリー | 6    | 6    | 1  | 3  | 2  | 7  | 11 | -4 |

| 2011年3月1日 |

| 済州ユナイテッドFC | 0 - 1    | 天津泰達    |
|                    | レポート | 于大宝 55分 |

| 済州ワールドカップ競技場、西帰浦 観客数: 5,245 |

| 2011年3月1日 |

| ガンバ大阪                                                                           | 5 - 1    | メルボルン・ビクトリー |
| 武井択也 4分 · アドリアーノ 7分 (pen.) · 李根鎬 10分 · 二川孝広 62分 · 金承龍 90+1分 | レポート | マスカット 21分 (pen.) |

| 万博記念競技場、吹田 観客数: 12,949 |

| 2011年3月15日 |

| 天津泰達                     | 2 - 1    | ガンバ大阪  |
| 陳涛 25分 · 曹陽 53分 (pen.) | レポート | 李根鎬 31分 |

| 泰達足球場、天津 観客数: 26,866 |

| 2011年3月15日 |

| メルボルン・ビクトリー | 1 - 2    | 済州ユナイテッドFC        |
| オールソップ 37分      | レポート | 朴玹範 41分 · 李賢皓 84分 |

| エティハド・スタジアム、メルボルン 観客数: 4,825 |

| 2011年4月5日 |

| 天津泰達      | 1 - 1    | メルボルン・ビクトリー |
| ゾリッチ 19分 | レポート | マスカット 52分        |

| 泰達足球場、天津 観客数: 25,456 |

| 2011年4月5日 |

| 済州ユナイテッドFC        | 2 - 1    | ガンバ大阪    |
| 辛泳録 53分 · 裵起鐘 64分 | レポート | 中澤聡太 23分 |

| 済州ワールドカップ競技場、西帰浦 観客数: 2,167 |

| 2011年4月20日 |

| メルボルン・ビクトリー                       | 2 - 1    | 天津泰達  |
| エルナンデス 44分 · マスカット 45+1分 (pen.) | レポート | 聶涛 37分 |

| エティハド・スタジアム、メルボルン 観客数: 5,693 |

| 2011年4月20日 |

| ガンバ大阪                              | 3 - 1    | 済州ユナイテッドFC |
| アドリアーノ 26分, 48分 · 武井択也 88分 | レポート | 辛泳録 67分        |

| 万博記念競技場、吹田 観客数: 11,398 |

| 2011年5月4日 |

| 天津泰達                                      | 3 - 0    | 済州ユナイテッドFC |
| オルギン 8分 · 呉偉安 22分 · 曹陽 71分 (pen.) | レポート |                    |

| 泰達足球場、天津 観客数: 26,683 |

| 2011年5月4日 |

| メルボルン・ビクトリー | 1 - 1    | ガンバ大阪    |
| レイジャー 12分        | レポート | 中澤聡太 43分 |

| エティハド・スタジアム、メルボルン 観客数: 7,437 |

| 2011年5月11日 |

| 済州ユナイテッドFC | 1 - 1    | メルボルン・ビクトリー |
| 金殷中 25分        | レポート | フェレイラ 61分        |

| 済州ワールドカップ競技場、西帰浦 観客数: 1,519 |

| 2011年5月11日 |

| ガンバ大阪                               | 2 - 0    | 天津泰達 |
| 遠藤保仁 74分 · 宇佐美貴史 90+4分 (pen.) | レポート |          |

| 万博記念競技場、吹田 観客数: 7,939 |

#### グループF
| チーム           | 勝点 | 試合 | 勝 | 引 | 敗 | 得 | 失 | 差 |
| ---------------- | ---- | ---- | -- | -- | -- | -- | -- | -- |
| FCソウル         | 11   | 6    | 3  | 2  | 1  | 9  | 4  | +5 |
| 名古屋グランパス | 10   | 6    | 3  | 1  | 2  | 9  | 6  | +3 |
| アル・アイン     | 7    | 6    | 2  | 1  | 3  | 4  | 9  | -5 |
| 杭州緑城         | 5    | 6    | 1  | 2  | 3  | 3  | 6  | -3 |

| 2011年3月1日 |

| 杭州緑城                  | 2 - 0    | 名古屋グランパス |
| ラミレス 60分 · 巴力 86分 | レポート |                  |

| 杭州黄龍体育中心、杭州 観客数: 28,674 |

| 2011年3月2日 |

| アル・アイン | 0 - 1    | FCソウル              |
|              | レポート | ダミヤノヴィッチ 25分 |

| タハヌーン・ビン・モハメド・スタジアム、アル・アイン 観客数: 5,128 |

| 2011年4月12日(注) |

| 名古屋グランパス                                                     | 4 - 0    | アル・アイン |
| 金崎夢生 27分, 45+1分 · イブラヒマ・ケイタ 61分 (og) · 藤本淳吾 77分 | レポート |              |

| 瑞穂陸上競技場、名古屋 観客数: 5,914 |

| 2011年3月15日 |

| FCソウル                                                | 3 - 0    | 杭州緑城 |
| ダミヤノヴィッチ 16分 · 魚慶ジュン 70分 · モリーナ 80分 | レポート |          |

| ソウルワールドカップ競技場、ソウル 観客数: 6,103 |

| 2011年4月6日 |

| 名古屋グランパス | 1 - 1    | FCソウル    |
| 永井謙佑 14分    | レポート | 崔玹態 61分 |

| 瑞穂陸上競技場、名古屋 観客数: 7,348 |

| 2011年4月6日 |

| 杭州緑城 | 0 - 0    | アル・アイン |
|          | レポート |              |

| 杭州黄龍体育中心、杭州 観客数: 26,973 |

| 2011年4月19日 |

| FCソウル | 0 - 2    | 名古屋グランパス              |
|          | レポート | 金崎夢生 26分 · 永井謙佑 81分 |

| ソウルワールドカップ競技場、ソウル 観客数: 10,927 |

| 2011年4月19日 |

| アル・アイン              | 1 - 0    | 杭州緑城 |
| アブドゥッラフマーン 60分 | レポート |          |

| タハヌーン・ビン・モハメド・スタジアム、アル・アイン 観客数: 2,324 |

| 2011年5月4日 |

| 名古屋グランパス     | 1 - 0    | 杭州緑城 |
| 藤本淳吾 77分 (pen.) | レポート |          |

| 瑞穂陸上競技場、名古屋 観客数: 13,767 |

| 2011年5月4日 |

| FCソウル                                  | 3 - 0    | アル・アイン |
| 高余韓 16分 · ダミヤノヴィッチ 39分, 72分 | レポート |              |

| ソウルワールドカップ競技場、ソウル 観客数: 23,623 |

| 2011年5月11日 |

| 杭州緑城    | 1 - 1    | FCソウル    |
| 曾越 90+2分 | レポート | 方承奐 66分 |

| 杭州黄龍体育中心、杭州 観客数: 12,178 |

| 2011年5月11日 |

| アル・アイン                                      | 3 - 1 | 名古屋グランパス |
| ハマド・アル・モハメド 21分 · エリアス 40分, 50分 |       | 藤本淳吾 49分    |

| タハヌーン・ビン・モハメド・スタジアム、アル・アイン 観客数: 892 |

#### グループG
| チーム               | 勝点 | 試合 | 勝 | 引 | 敗 | 得 | 失 | 差  |
| -------------------- | ---- | ---- | -- | -- | -- | -- | -- | --- |
| 全北現代             | 15   | 6    | 5  | 0  | 1  | 14 | 2  | +12 |
| セレッソ大阪         | 12   | 6    | 4  | 0  | 2  | 11 | 4  | +7  |
| 山東魯能             | 7    | 6    | 2  | 1  | 3  | 9  | 8  | +1  |
| アレマ・インドネシア | 1    | 6    | 0  | 1  | 5  | 2  | 22 | -20 |

| 2011年3月2日 |

| セレッソ大阪                    | 2 - 1    | アレマ・インドネシア |
| ホドリゴ・ピンパォン 14分, 76分 | レポート | シャー 50分 (pen.)   |

| 長居スタジアム、大阪 観客数: 10,856 |

| 2011年3月2日 |

| 全北現代    | 1 - 0    | 山東魯能 |
| 朴原載 59分 | レポート |          |

| 全州ワールドカップ競技場、全州 観客数: 3,826 |

| 2011年3月16日 |

| アレマ・インドネシア | 0 - 4    | 全北現代                                      |
|                      | レポート | 金知雄 25分 · 黄博文 77分 · ルイス 82分, 88分 |

| カンジュルハン・スタジアム、マラン 観客数: 30,000 |

| 2011年3月16日 |

| 山東魯能                          | 2 - 0    | セレッソ大阪 |
| レナト・シウバ 22分 · 王永珀 32分 | レポート |              |

| 山東省体育中心体育場、済南 観客数: 20,821 |

| 2011年4月5日 |

| アレマ・インドネシア         | 1 - 1    | 山東魯能   |
| ファハルディン 90+3分 (pen.) | レポート | オビナ 8分 |

| カンジュルハン・スタジアム、マラン 観客数: 5,600 |

| 2011年4月5日 |

| セレッソ大阪 | 1 - 0    | 全北現代 |
| 乾貴士 53分  | レポート |          |

| 長居スタジアム、大阪 観客数: 11,351 |

| 2011年4月20日 |

| 山東魯能                                                            | 5 - 0    | アレマ・インドネシア |
| 鄧卓翔 25分 · オビナ 44分 · 韓鵬 71分 · 莫扎帕 81分 · 王永珀 90+2分 | レポート |                      |

| 山東省体育中心体育場、済南 観客数: 10,059 |

| 2011年4月20日 |

| 全北現代    | 1 - 0    | セレッソ大阪 |
| 李東国 77分 | レポート |              |

| 全州ワールドカップ競技場、全州 観客数: 7,892 |

| 2011年5月3日 |

| アレマ・インドネシア | 0 - 4    | セレッソ大阪                                                  |
|                      | レポート | 清武弘嗣 30分 · ホドリゴ・ピンパォン 43分 · 乾貴士 46分, 60分 |

| カンジュルハン・スタジアム、マラン 観客数: 4,000 |

| 2011年5月3日 |

| 山東魯能    | 1 - 2    | 全北現代          |
| 周海浜 40分 | レポート | 李東国 31分, 53分 |

| 山東省体育中心体育場、済南 観客数: 17,343 |

| 2011年5月10日 |

| セレッソ大阪                                                          | 4 - 0    | 山東魯能 |
| ホドリゴ・ピンパォン 39分 · 清武弘嗣 47分 · 乾貴士 73分 · 倉田秋 81分 | レポート |          |

| 長居スタジアム、大阪 観客数: 9,035 |

| 2011年5月10日 |

| 全北現代                                                            | 6 - 0    | アレマ・インドネシア |
| ロブレク 1分, 45+2分, 60分 · 金東燦 9分 · 丁成勳 27分 · 康承助 77分 | レポート |                      |

| 全州ワールドカップ競技場、全州 観客数: 6,439 |

#### グループH
| チーム           | 勝点 | 試合 | 勝 | 引 | 敗 | 得 | 失 | 差  |
| ---------------- | ---- | ---- | -- | -- | -- | -- | -- | --- |
| 水原三星         | 12   | 6    | 3  | 3  | 0  | 12 | 3  | +9  |
| 鹿島アントラーズ | 12   | 6    | 3  | 3  | 0  | 9  | 3  | +6  |
| シドニーFC       | 5    | 6    | 1  | 2  | 3  | 6  | 10 | -5  |
| 上海申花         | 2    | 6    | 0  | 2  | 4  | 3  | 13 | -10 |

| 2011年3月2日 |

| シドニーFC | 0 - 0    | 水原三星 |
|            | レポート |          |

| シドニー・フットボール・スタジアム、シドニー 観客数: 7,095 |

| 2011年3月2日 |

| 上海申花 | 0 - 0    | 鹿島アントラーズ |
|          | レポート |                  |

| 上海虹口足球場、上海 観客数: 20,036 |

| 2011年3月16日 |

| 水原三星                             | 4 - 0    | 上海申花 |
| 河太均 2分, 60分, 76分 · 呉章銀 42分 | レポート |          |

| 水原ワールドカップ競技場、水原 観客数: 5,393 |

| 2011年4月13日(注) |

| シドニーFC | 0 - 3    | 鹿島アントラーズ                                            |
|            | レポート | 野沢拓也 41分 · フェリペ・ガブリエル 61分 · 興梠慎三 90+3分 |

| シドニー・フットボール・スタジアム、シドニー(注) 観客数: 7,320 |

| 2011年4月6日 |

| 水原三星    | 1 - 1    | 鹿島アントラーズ |
| 廉基勳 67分 | レポート | 中田浩二 71分    |

| 水原ワールドカップ競技場、水原 観客数: 7,689 |

| 2011年4月6日 |

| シドニーFC  | 1 - 1    | 上海申花       |
| カール 12分 | レポート | リアスコス 6分 |

| シドニー・フットボール・スタジアム、シドニー 観客数: 7,007 |

| 2011年4月19日 |

| 鹿島アントラーズ | 1 - 1    | 水原三星    |
| 田代有三 55分    | レポート | 廉基勳 48分 |

| 国立競技場、東京(注) 観客数: 4,619 |

| 2011年4月19日 |

| 上海申花                              | 2 - 3    | シドニーFC                              |
| 姜嘉俊 8分 · ジェイミーソン 52分 (og) | レポート | ブルーノ 45+1分, 59分 · ブリッジ 90+3分 |

| 上海虹口足球場、上海 観客数: 10,215 |

| 2011年5月3日 |

| 水原三星                                      | 3 - 1    | シドニーFC    |
| 河太均 34分 · ネレトリャク 50分 · 廉基勳 80分 | レポート | ブルーノ 51分 |

| 水原ワールドカップ競技場、水原 観客数: 9,495 |

| 2011年5月3日 |

| 鹿島アントラーズ    | 2 - 0    | 上海申花 |
| 興梠慎三 32分, 80分 | レポート |          |

| 国立競技場、東京(注) 観客数: 11,954 |

| 2011年5月10日(注) |

| 鹿島アントラーズ              | 2 - 1    | シドニーFC      |
| 大迫勇也 64分 · 野沢拓也 84分 | レポート | ジャーマン 26分 |

| 国立競技場、東京(注) 観客数: 3,164 |

| 2011年5月10日 |

| 上海申花 | 0 - 3    | 水原三星                        |
|          | レポート | 河太均 13分, 55分 · 申世界 89分 |

| 上海虹口足球場、上海 観客数: 6,730 |

## ラウンド16
- 2011年5月24日、25日に開催される。
- 東西に分かれ、グループ1位クラブと他グループ2位クラブとの対戦。グループ1位クラブのホームでの一発勝負。
- アウェーゴールルールは適用されない。

### 西地区
| 2011年5月24日 |

| セパハン                                                   | 3 - 1    | ブニョドコル            |
| ジャヌアリオ 28分 · トゥーレ 33分 · アギーリー 69分 (pen.) | レポート | ジョルジェヴィッチ 57分 |

| フーラッドシャフル・スタジアム、エスファハーン 観客数: 6,318 |

| 2011年5月24日 |

| アル・イテハド                            | 3 - 1    | アル・ヒラル          |
| ヌノ・アシス 15分, 59分 · ズィヤーヤ 17分 | レポート | アッ＝ドーサリー 82分 |

| プリンス・アブドゥッラー・アル・ファイサル・スタジアム、ジッダ 観客数: 17,150 |

| 2011年5月25日 |

| アル・サッド | 1 - 0    | アル・シャバブ |
| コニ 12分    | レポート |                |

| ジャシム・ビン・ハマド・スタジアム、ドーハ 観客数: 7,140 主審: 西村雄一 |

| 2011年5月25日 |

| ゾブ・アハン                                  | 4 - 1    | アル・ナスル        |
| ガジ 1分 · イゴール 5分, 63分 · ヘイリー 74分 | レポート | アル＝ムタウワ 66分 |

| フーラッドシャフル・スタジアム、エスファハーン 観客数: 5,711 |

### 東地区
| 2011年5月24日 |

| ガンバ大阪 | 0 - 1    | セレッソ大阪  |
|            | レポート | 高橋大輔 87分 |

| 万博記念競技場、吹田 観客数: 16,463 |

| 2011年5月24日 |

| 全北現代                            | 3 - 0    | 天津泰達 |
| エニーニョ 32分, 84分 · 李升炫 43分 | レポート |          |

| 全州ワールドカップ競技場、全州 観客数: 5,254 |

| 2011年5月25日 |

| FCソウル                                            | 3 - 0    | 鹿島アントラーズ |
| 方勝煥 38分 · ダミヤノヴィッチ 55分 · 高明振 90+2分 | レポート |                  |

| ソウルワールドカップ競技場、ソウル 観客数: 12,725 |

| 2011年5月25日 |

| 水原三星                  | 2 - 0    | 名古屋グランパス |
| 廉基勳 23分 · 李相湖 57分 | レポート |                  |

| 水原ワールドカップ競技場、水原 観客数: 11,036 |

## ノックアウトステージ

### 準々決勝
第1戦が2011年9月14日、第2戦が2011年9月27日・28日に実施。
| チーム #1      | 合計  | チーム #2    | 第1戦 | 第2戦        |
| -------------- | ----- | ------------ | ----- | ------------ |
| セレッソ大阪   | 5 - 9 | 全北現代     | 4 - 3 | 1 - 6        |
| アル・イテハド | 3 - 2 | FCソウル     | 3 - 1 | 0 - 1        |
| セパハン       | 2 - 4 | アル・サッド | 0 - 3 | 2 - 1        |
| 水原三星       | 3 - 2 | ゾブ・アハン | 1 - 1 | 2 - 1 (延長) |

| 2011年9月14日 |

| セレッソ大阪                                             | 4 - 3    | 全北現代                         |
| 播戸竜二 29分 · 清武弘嗣 56分, 81分 · 金甫炅 64分 (pen.) | レポート | 李東国 6分, 45+1分 · 趙晟桓 58分 |

| 長居スタジアム, 大阪 観客数: 15,450 |

| 2011年9月27日 |

| 全北現代                                                        | 6 - 1    | セレッソ大阪 |
| エニーニョ 31分 · 李東国 49分, 55分, 64分, 90+1分 · 金東燦 76分 | レポート | 小松塁 72分  |

| 全州ワールドカップ競技場, 全州 観客数: 16,423 |

| 2011年9月14日 |

| アル・イテハド                                          | 3 - 1    | FCソウル    |
| ヌール 45分 · アル＝ムワッラド 76分 · ヴェンデウ 90+2分 | レポート | 崔兌旭 83分 |

| プリンス・アブドゥッラー・アル・ファイサル・スタジアム, ジッダ 観客数: 16,790 |

| 2011年9月27日 |

| FCソウル      | 1 - 0    | アル・イテハド |
| モリーナ 85分 | レポート |                |

| ソウルワールドカップ競技場, ソウル 観客数: 15,000 |

| 2011年9月14日 |

| セパハン                | 0 - 3 （注） | アル・サッド |
| (エブラーヒーミー 12分) | レポート     |              |

| フーラッドシャフル・スタジアム, エスファハーン 観客数: 5,621 |

（注）試合は1-0でセパハンが勝利したものの、この試合に出場したゴールキーパーが出場停止処分を受けている間であった（移籍前にグループステージで通算2枚の警告を受けていたため。グループステージの際はペルセポリスに所属していた）ことが発覚したため、没収試合（アル・サッドの3-0での勝利扱い）とされた。
| 2011年9月28日 |

| アル・サッド | 1 - 2    | セパハン                               |
| ニアン 86分  | レポート | モハンマド 7分 · アシュジャーリー 27分 |

| ジャシム・ビン・ハマド・スタジアム, ドーハ 観客数: 6,026 主審: 西村雄一 |

| 2011年9月14日 |

| 水原三星    | 1 - 1    | ゾブ・アハン |
| 朴玹範 66分 | レポート | ガジ 57分    |

| 水原ワールドカップ競技場, 水原 観客数: 7,659 |

| 2011年9月28日 |

| ゾブ・アハン | 1 - 2 (延長) | 水原三星                               |
| ガジ 50分    | レポート     | 梁相珉 77分 · ネレトリャク 99分 (pen.) |

| フーラッドシャフル・スタジアム, エスファハーン 観客数: 7,250 |

### 準決勝
第1戦が2011年10月19日、第2戦が2011年10月26日に実施。
| チーム #1      | 合計 | チーム #2    | 第1戦 | 第2戦 |
| -------------- | ---- | ------------ | ----- | ----- |
| アル・イテハド | 3-5  | 全北現代     | 2 - 3 | 1 - 2 |
| 水原三星       | 1-2  | アル・サッド | 0 - 2 | 1 - 0 |

| 2011年10月19日 |

| アル・イテハド   | 2 - 3    | 全北現代                                   |
| ハザジ 6分, 18分 | レポート | エニーニョ 2分 · 孫昇準 57分 · 趙星桓 77分 |

| プリンス・アブドゥッラー・アル・ファイサル・スタジアム, ジッダ 観客数: 16,942 |

| 2011年10月26日 |

| 全北現代              | 2 - 1    | アル・イテハド  |
| エニーニョ 22分, 57分 | レポート | ヴェンデウ 72分 |

| 全州ワールドカップ競技場, 全州 観客数: 17,609 |

| 2011年10月19日 |

| 水原三星 | 0 - 2    | アル・サッド                  |
|          | レポート | ハルファン 70分 · ニアン 81分 |

| 水原ワールドカップ競技場, 水原 観客数: 9,864 |

| 2011年10月26日 |

| アル・サッド | 0 - 1    | 水原三星   |
|              | レポート | 呉章銀 5分 |

| ジャシム・ビン・ハマド・スタジアム, ドーハ 観客数: 10,800 |

### 決勝
| 2011年11月5日 19:00 |

| 全北現代                        | 2 - 2    | アル・サッド                                       |
| エニーニョ 19分 · 李昇鉉 90+2分 | レポート | 沈愚燃 30分 (o.g.) · ケイタ 61分                   |
|                                 | PK戦     |                                                    |
| エニーニョ 金東燦 朴原載 金相植 | 2 - 4    | アル＝ハイドゥース ニアン 李正秀 マージド ベルハジ |

| 全州ワールドカップ競技場, 全州 観客数: 41,805 主審: ラフシャン・イルマトフ |

| AFCチャンピオンズリーグ 2011 優勝 |
| --------------------------------- |
| カタールの旗                      |
| アル・サッド 22大会ぶり2回目      |

## 得点ランキング
| 順位 | 選手名                     | クラブ       | 得点数 |
| ---- | -------------------------- | ------------ | ------ |
| 1    | 李東国                     | 全北現代     | 9      |
| 2    | エニーニョ                 | 全北現代     | 7      |
| 3    | 河太均                     | 水原三星     | 6      |
| 4    | ファルハード・マジーディー | エステグラル | 5      |
| 4    | バデル・アル＝ムタワ       | アル・ナスル | 5      |
| 4    | イブラヒマ・トゥーレ       | セパハン     | 5      |
| 4    | デヤン・ダミヤノヴィッチ   | FCソウル     | 5      |